# Statler en Waldorf
Statler en Waldorf zijn twee figuren die voorkomen in de televisieserie De Muppetshow. Waldorf heeft witte haren en een snor, Statler grijze haren. Tijdens de voorstelling op de bühne bevinden ze zich samen in de loge op het balkon, van waaraf ze tijdens iedere aflevering regelmatig op een ironische manier kritiek leveren op het optreden van de artiesten in het Muppet-theater. In de latere serie Muppets Tonight bevinden ze zich in een verzorgingstehuis, waar ze samen vanaf een bankje het Muppetsprogramma op de beeldbuis bekritiseren.
Behalve dat de mannetjes graag zeuren en hun kritiek vaak vergezeld laten gaan van een bulderende lach, is er over hun persoonlijke situatie weinig bekend. In een sketch uit het vierde seizoen van The Muppet Show duikt er nog een personage "Astoria" op die ietwat weg heeft van Waldorf. Desondanks is er nergens in de aflevering een verwijzing dat de twee een verdere band hebben. Volgens Jim Lewis zouden Astoria en Waldorf ooit getrouwd zijn geweest.
De namen van de poppen zijn afgeleid van de namen van twee beroemde hotels in New York: het Statler en het Waldorf-Astoria. Ook de voornaam van Waldorf, Conrad, verwijst naar hotels (Conrad Hilton).
De Nederlandse stem van Statler is Fred Meijer in The Muppets, Muppets Most Wanted en Muppets Haunted Mansion en de Nederlandse stem van Waldorf is Jan Elbertse in Muppets Haunted Mansion. Voorheen spraken Youp van 't Hek  voor The Muppets en Rob van de Meeberg voor Muppets Most Wanted de stem in van Waldorf.